# 러시아의 군관구

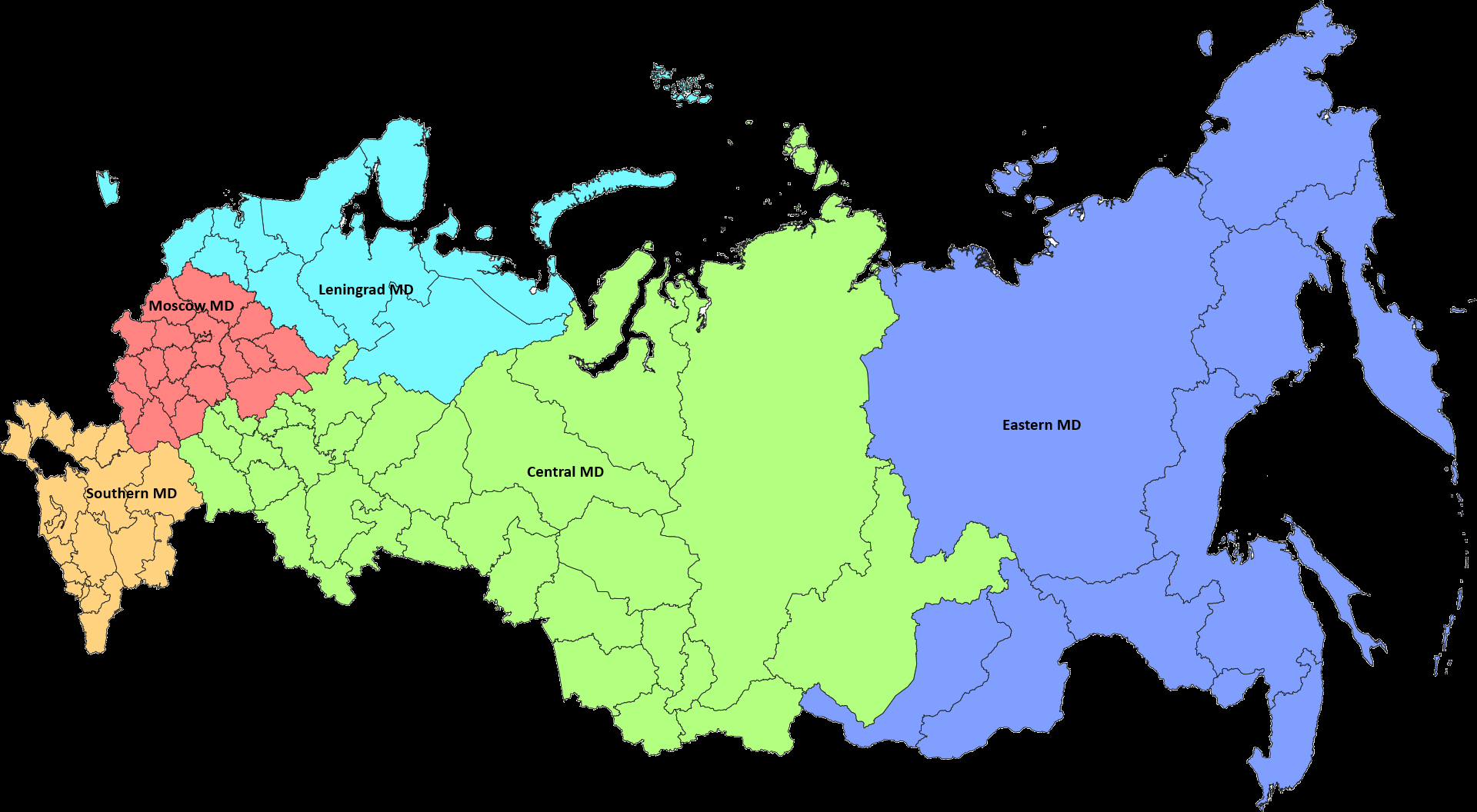
2024년 러시아의 군관구
레닌그라드 군관구
동부군관구
중부군관구
남부군관구 (점령된 우크라이나 영토 포함)
모스크바 군관구

러시아의 군관구는 러시아 연방군의 행정 구역으로 사용된다. 각 군관구에는 해당 러시아의 연방주체 내의 군사 편성을 관리하는 사령부가 있다.
2024년 3월 현재 러시아에는 레닌그라드, 모스크바, 중부, 동부, 남부의 5개 군관구가 있다.

## 군관구 목록

### 1991년 12월 26일

1992년-1998년 러시아의 군관구

소련의 붕괴 이후 러시아는 축소되는 수의 이전 소련군 군관구를 유지했다.
- 레닌그라드 군관구
- 모스크바 군관구
- 북캅카스 군관구
- 볼가 군관구
- 우랄 군관구
- 시베리아 군관구
- 트란스바이칼 군관구
- 극동 군관구
- 칼리닌그라드 특수 지역

### 1998년 7월 27일
1998년 7월 27일 러시아 대통령령 제900호에 따른 러시아의 군관구.
- 레닌그라드 군관구
- 모스크바 군관구
- 북캅카스 군관구
- 볼가 군관구
- 우랄 군관구
- 시베리아 군관구
- 극동 군관구
- 칼리닌그라드 특수 지역

### 2001년 9월 1일

2001년-2010년 러시아의 군관구

2001년 3월 24일 러시아 대통령령 제337호에 따라 볼가 군관구와 우랄 군관구가 볼가-우랄 군관구로 통합되었다. 새로운 군관구는 바시코르토스탄 공화국, 마리옐 공화국, 모르도비야 공화국, 타타르스탄 공화국, 우드무르티야 공화국, 추바시야 공화국, 키로프, 쿠르간, 오렌부르크, 펜자, 페름, 사마라, 스베르들롭스크, 튜멘, 울리야놉스크, 첼랴빈스크주, 코미-페름, 한티만시, 야말네네츠 자치구를 포함하는 경계를 가졌다.
러시아 대통령령 제1764호(2008년 12월 12일)는 연방주체 합병 후 지역 이름을 변경했다.
- 레닌그라드 군관구
- 모스크바 군관구
- 북캅카스 군관구
- 볼가-우랄 군관구
- 시베리아 군관구
- 극동 군관구
- 칼리닌그라드 특수 지역

### 2010년 9월 1일

2010년 9월 1일 러시아의 군관구

레닌그라드 군관구, 모스크바 군관구 및 칼리닌그라드 특수 지역이 통합되어 서부군관구를 형성했다.
- 서부군관구
- 북캅카스 군관구
- 볼가-우랄 군관구
- 시베리아 군관구
- 극동 군관구

### 2010년 12월 1일

2010년 12월 1일 러시아의 군관구

2010년 12월 1일부터 서부군관구를 제외한 모든 군관구는 2008년 러시아 군사개혁의 권고에 따라 3개의 더 큰 군관구로 대체되었다. 중부군관구는 볼가-우랄 군관구와 시베리아 군관구의 대부분이 합쳐져 형성되었고, 나머지는 (부랴티야 공화국과 자바이칼 변경주) 극동 군관구로 이전되어 동부군관구를 형성했다. 북캅카스 군관구는 남부군관구로 대체되었다. 이 개혁은 2010년 9월 20일 러시아 대통령령 제1144호에 따른 것이다.
- 상트페테르부르크에 본부를 둔 서부군관구
- 로스토프나도누에 본부를 둔 남부군관구
- 예카테린부르크에 본부를 둔 중부군관구
- 하바롭스크에 본부를 둔 동부군관구

### 2014년 4월 2일

2014년 4월 2일 러시아의 군관구

남부군관구는 2014년 러시아의 크림반도 합병에 따라 크림 공화국과 세바스토폴의 분쟁 지역을 포함하도록 확대되었다.

### 2014년 12월 15일

2016년 러시아의 군관구

2014년 12월 15일, 러시아 해군의 북방함대는 서부군관구에서 분리되었고, 그 관할 구역이 확장되어 북극합동전략사령부를 형성했다. 새로운 군사 명령에는 무르만스크주, 아르한겔스크주, 그리고 북극해의 수많은 러시아 북극 섬들이 포함되었다.

### 2021년 1월 1일
북방함대 합동전략사령부는 블라디미르 푸틴 대통령의 2020년 6월 5일 대통령령에 따라 완전히 군관구로 전환된 유일한 군사 명령이었다. 2021년 1월 1일부터 북방함대는 군관구 지위를 가졌으며, 그 합동전략사령부는 북부군관구가 되었다.

### 2023년 2월 2일
남부군관구는 점령된 도네츠크 공화국, 루간스크 공화국, 자포리자주 및 헤르손주의 일부를 포함하도록 확대되었다.

### 2023년 6월 2일
러시아 당국은 모스크바와 레닌그라드 군관구가 2023년 중에 재활성화될 것이라고 발표했다. 또한 아조프해에 흑해 함대의 하위 지부가 설립될 것이라고 발표되었다.

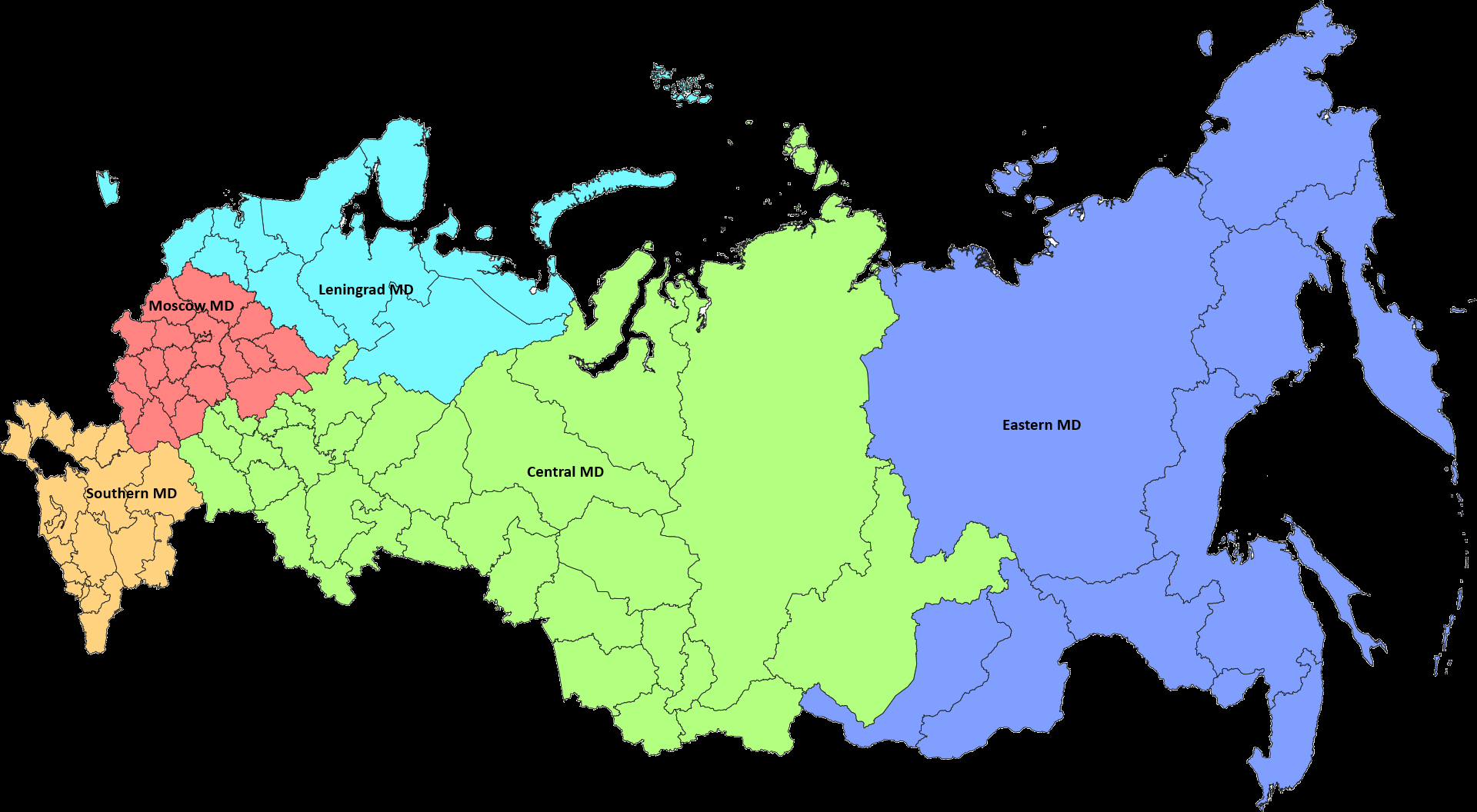
2024년 러시아의 군관구

새로운 사령부의 창설은 2023년에 이루어질 것으로 보인다.
모스크바 군관구와 레닌그라드 군관구의 창설은 2024년 3월 1일에 이루어질 예정이다. 북방함대도 군관구 지위를 잃게 된다.

## 같이 보기
- 러시아 제국의 군관구
- 소련의 군관구